# (LOVE SONG)
『 (LOVE SONG)』（ラブ ソング）は、2025年10月31日公開予定の東京とバンコクを舞台にした日タイ合作のオリジナル映画。森崎ウィンと向井康二がW主演を務める。監督は世界的なBLブームを牽引したドラマ「2gether」の立役者であるチャンプ・ウィーラチット・トンジラーが手掛ける。

## キャスト

### 主要人物
ソウタ：廣木壮太（ひろきそうた）
演 - 森崎ウィン
バンコクへの海外勤務を命じられた真面目過ぎる研究員。恋愛に不器用で自分の気持ちに鈍感。
カイ：杉浦海（すぎうらかい）
演 - 向井康二（Snow Man）
ソウタの初恋の相手でミステリアスなカメラマン。学生時代に突然ソウタの前から姿を消した。現在は、バンコクで働きながら音楽活動を続けている。

### 周辺人物
ジン：神勝彦（じんかつひこ）
演 - 及川光博
ソウタと共にバンコク勤務となるエリート社員。社内ではスター的存在だが、実は繊細で過去の恋に未練を残している。
ワタル
演 - 藤原大祐
タイで活躍する日本人モデル。自由奔放でフレンドリーな性格。ソウタにちょっかいをかける。
ヒカリ：原島星（はらしまひかり）
演 - 齊藤京子
ソウタとカイの大学時代の同期。現在は、ソウタと同じ会社で働いている。ソウタにとって姉のような存在。
ルーク
演 - 逢見亮太
ソウタたちの現地のアテンド兼通訳。大雑把な性格で、几帳面なソウタとぶつかることも。
廣木泰子（ひろきやすこ）
演 - 筒井真理子
ソウタの母。大切に育てた一人息子の幸せを願う優しい女性。
サン
演 - ミーン・ピーラウィット・アッタチットサターポーン
バンコクでコスメ会社を経営する若き実業家。ソウタたちの会社と商品の共同開発を行う。中性的な魅力と器の大きさを持ちジンと意気投合する。
トイ
演 - ファースト・チャローンラット・ノープサムローン
カイのバンド仲間でギタリスト。仲間想いで、カイ音楽を傍で支えている。
スマイル
演 - ミュージック・プレーワー・スタムポン
サンの妹。サンの会社でインターンとして働いている。明るく人懐っこい性格で、カイの音楽仲間でもある。

## スタッフ
- 監督 - チャンプ・ウィーラチット・トンジラー[1]
- 脚本 - チャンプ・ウィーラチット・トンジラー、吉野主、阿久根知昭[1]
- 音楽 - 近谷直之[1]
- 劇中曲プロデュース - The TOYS[1]
- 主題歌 - Omoinotake「Gravity」[1]
- 製作 - えんどうてつや、中村浩子[1]
- 企画 - 二木大介[1]
- プロデューサー - 野副亮子、石川翔一、チャマプン・ファナチョティワット[1]
- 共同プロデューサー - 阿久根知昭、永田博康[1]
- 撮影 - サハラット・ミートラクール[1]
- 照明 - ソンブン・ノッパッサーン[1]
- 美術 - シリドン・ソポンシリラック[1]
- 録音 - 竹内久史[1]
- スタイリスト - 三浦玄[1]
- ヘアメイク - 竹下朋実[1]
- 編集 - 堀善介[1]
- 音響効果 - 井上奈津子[1]
- キャスティング - 川村恵[1]
- 助監督 - スヴィジャグ・ファナチョティワット[1]
- 監督補助 - 羽田宗史[1]
- 記録 - ユッタキート・ブンライ[1]
- 制作担当 - ワチャラポン・ヤオワナート[1]
- プロデューサー補助 - 益田和佳[1]
- 宣伝プロデューサー - 田中孝明[1]
- 制作プロダクション：KINEMA STUDIO[1]
- 制作協力：h8 Studio、アークエンタテインメント[1]
- 制作幹事・配給：KADOKAWA[1]
- 製作会社：「(LOVE SONG)」製作委員会[1]